# Turó dels Boixos
El Turó dels Boixos és una muntanya de 252 metres que es troba entre els municipis d'Olivella i de Sitges, a la comarca del Garraf.